# Computer Love
Computer Love (tyska versionens titel: Computerliebe) är en låt skriven av det tyska bandet Kraftwerk. Låten släpptes 1981 på albumet Computerwelt och kom sedan som singel samma år. Efter att den ha återutgivits med The Model som dubbel A-sida nådde singeln  plats 1 på UK Singles Chart.
Låtens ljudslinga har lånats av Coldplay till hitlåten Talk, som finns med på skivan X&Y.